# Daniel Esteban Martínez
Daniel Esteban Martínez (Río Grande, 10 de marzo de 1944) es un político argentino del Partido Justicialista, que se desempeñó como senador nacional por la provincia de Tierra del Fuego, Antártida e Islas del Atlántico Sur entre 1992 y 1995.

## Biografía
Nació en Río Grande (Tierra del Fuego) en 1944. Inició su militancia política en la Juventud Peronista siendo el organizador de la misma en Tierra del Fuego en 1972. Luego continuó en el Partido Justicialista de Tierra del Fuego, siendo su presidente entre 1983 y 1985 y por segunda vez entre 1989 y 1991.
En 1974 asumió como concejal de Río Grande, siendo su mandato interrumpido por el golpe de Estado de 1976. Tras la recuperación de la democracia, entre 1983 y 1985 fue secretario de la Municipalidad de dicha ciudad. Desde 1985 hasta 1987 integró la Legislatura del Territorio Nacional de la Tierra del Fuego, Antártida e Islas del Atlántico Sur, ocupando la presidencia de la misma durante el primer año. Durante ese período se sancionó la resolución 1/86 por unanimidad solicitandole al Gobierno Nacional que eleve el estatus político de Tierra del Fuego, Antártida e Islas del Atlántico Sur convirtiéndola en Provincia, integrandose como la Provincia N° 23.
En el ámbito privado, se dedicó a la actividad industrial.
En febrero de 1992 la Legislatura fueguina en sesión especial lo designó, junto a Juan Carlos Oyarzún , como los primeros senadores nacionales por la nueva provincia de Tierra del Fuego, Antártida e Islas del Atlántico Sur, asumiendo sus bancas unos días después. A Martínez le correspondió un mandato de tres años hasta 1995.
Fue presidente de la comisión de Micro, Pequeña y Mediana Empresa, secretario de la comisión de Turismo y vocal en las comisiones de Relaciones Internacionales Parlamentarias; de Combustibles; y de Obras Públicas. También fue representante en el Parlamento Latinoamericano. En 1992 propuso trasladar el Instituto Antártico Argentino a Ushuaia. Elaboro el proyecto de Sociedades Solidarias para la Pequeña y mediana empresa, luego de su tratamiento en Diputado fue sancionada como Ley 24.467 de Sociedades de Garantias Reciprocas.
En 2004 fue ministro de Gobierno de Tierra del Fuego, en la gobernación de Mario Jorge Colazo.